# Site des Malécots
Le site des Malécots est un site minier et géologique, localisé sur la Corniche Angevine dans le périmètre classé au patrimoine mondial de l'UNESCO. Il regroupe les Mines des Malécots 1 et 2, ainsi que la Tranchée des Malécots. La restauration et la mise en valeur depuis 2008 sont assurées par la Communauté de communes Loire-Layon (Maine-et-Loire), assistée de l'Association Ste-Barbe des Mines et Corniche Angevine.

## Géologie
Le gisement exploité est au cœur du bassin houiller de Basse Loire qui appartient à l'âge Namurien (daté entre -325 et -315 millions d'années), exploité par 11 concessions et l'extrémité est appartient au Stéphanien (daté entre -307 et -299 millions d'années), exploité par une seule et unique concession, celle de Doué-la-Fontaine.

Carte de l'étendue du bassin houiller de Basse Loire.
Namurien
Stéphanien
- Limites départementales

## Description
De part et d’autre de la route de la Corniche Angevine (RD751), le site historique des Malécots regroupe :
- la mine des Malécots no 1 : en bordure de route, sous les arbres, ce secteur correspond à l’ancienne mine du XIXe siècle, avec un puits autrefois profond de 300 m. Toujours ouvert, sa profondeur actuelle est estimée à 50 m. Un ensemble de vestiges du bâti subsiste sous la végétation. L’accès est strictement interdit car les terrains sont instables et les abords du puits très dangereux ;

- la mine des Malécots no 2 : un peu plus au Nord, cette zone correspond à la dernière époque d’exploitation, au XXe siècle. Le terril - zone où étaient déposées les roches qui n'étaient pas du charbon - est toujours présent. Les deux puits ont été remblayés jusqu’en surface. Ce site a été restauré et est maintenant ouvert au public ;

- la tranchée des Malécots : de l’autre côté de la RD751, actuellement sur un terrain privé, cette entaille dans le coteau est une ancienne carrière de cinérite ou pierre carrée. Les parois de la tranchée présentent de nombreuses figures géologiques témoignant de l'ancienne activité volcanique de la région.

## Mine des Malécotsno1

### Histoire
L'exploitation du charbon au Clos de Malescot est une des plus anciennes de France. Il est rapporté que du charbon de terre est gratté dans les environs d'Ardenay au XVe siècle. Jusqu'à la Révolution Française, le coteau entre les hameaux de la Haye-Longue et celui d'Ardenay est parsemé de petits puits peu profonds qui restent très sommairement équipés. L'exploitation est artisanale. On gratte le charbon là où il affleure.
Au début du XIXe siècle, avec la création de la concession de Layon-et-Loire, et de la Compagnie minière du même nom, un puits se distingue par l'épaisseur de ses veines de houille et par sa rentabilité : il s'agit du puits des Malécots n°1, creusé en 1822 et profond de 360 mètres.

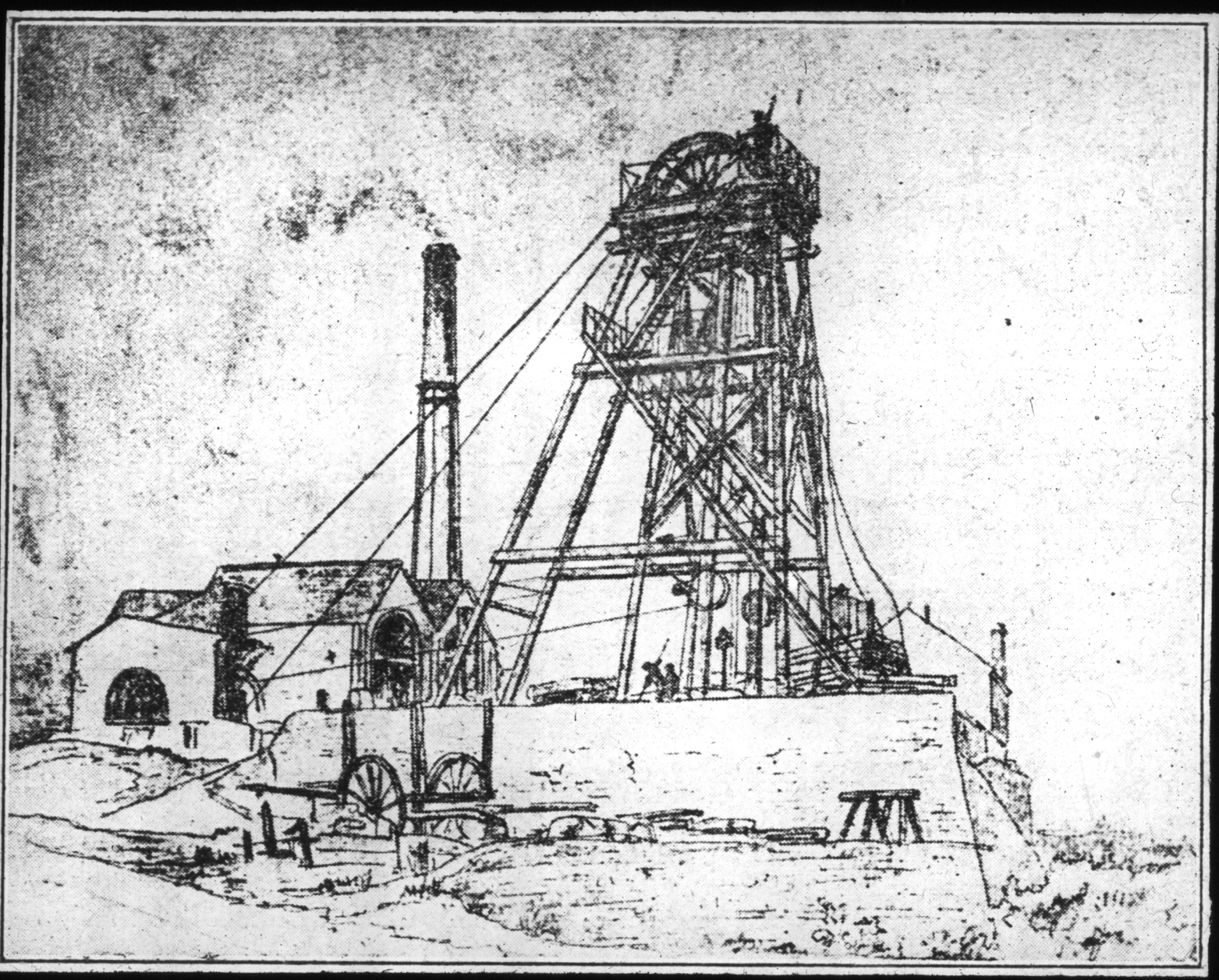
Fusain réalisé par Louis Davy, ingénieur des Mines de Layon-et-Loire, en 1868 (puits des Malécots no 1).

En 1832 il est fait appel à un ingénieur civil des mines de Saint-Étienne : Mr. Dyere, qui introduit de nouvelles techniques d’abattage – par grandes tailles et remblai – et qui construit une ligne de chemin de fer de 1 500 mètres – l’une des toutes premières de France – mais sans locomotive, les wagonnets étant poussés à bras d’hommes ou tirés en trains par des chevaux. Cette ligne reliait les Malécots avec le Louet.
La concession de Layon-et-Loire, qui regroupe une petite dizaine de sites miniers, connaît son apogée dans les années 1840-1845. La production annuelle atteint 16 000 tonnes ; le nombre d’employés culmine à 350. Mais le rendement reste faible : moins de 50 tonnes par homme et par an, soit environ 150 à 200 kilogrammes par jour, l’équivalent de 3 à 4 sacs.
Malécots no 1 est connu pour son violent coup de grisou, en 1869, qui ravagea les niveaux les plus profonds de la mine. Sur les 15 mineurs travaillant à ce moment-là, 10 ont pu être secourus vivants. Sur les 5 victimes, 2 n'ont jamais été retrouvées. On célébra une cérémonie funèbre sur le puits, en présence d’une énorme assemblée de 3000 personnes.
À la suite de difficultés financières, il est décidé de fermer l'exploitation sur le site des Malécots en décembre 1875, et de concentrer l'activité sur les sites de Sainte-Barbe et Saint-Aubin. En 1896, la concession est définitivement abandonnée.

### Protection
En 2007 des travaux de protection du site ont été réalisés afin de sécuriser l'accès au puits. L'orifice est maintenant protégé par un grillage et une porte. Le site est fermé au public.
En 2011, à des fins d'entraînement, les pompiers du GRIMP d'Angers ont effectué une descente dans le puits. Ils ont pu constater l'obstruction par un bouchon à une profondeur estimée de 50 mètres et l'absence de départs de galeries jusqu'à ce niveau.

## Mine des Malécots

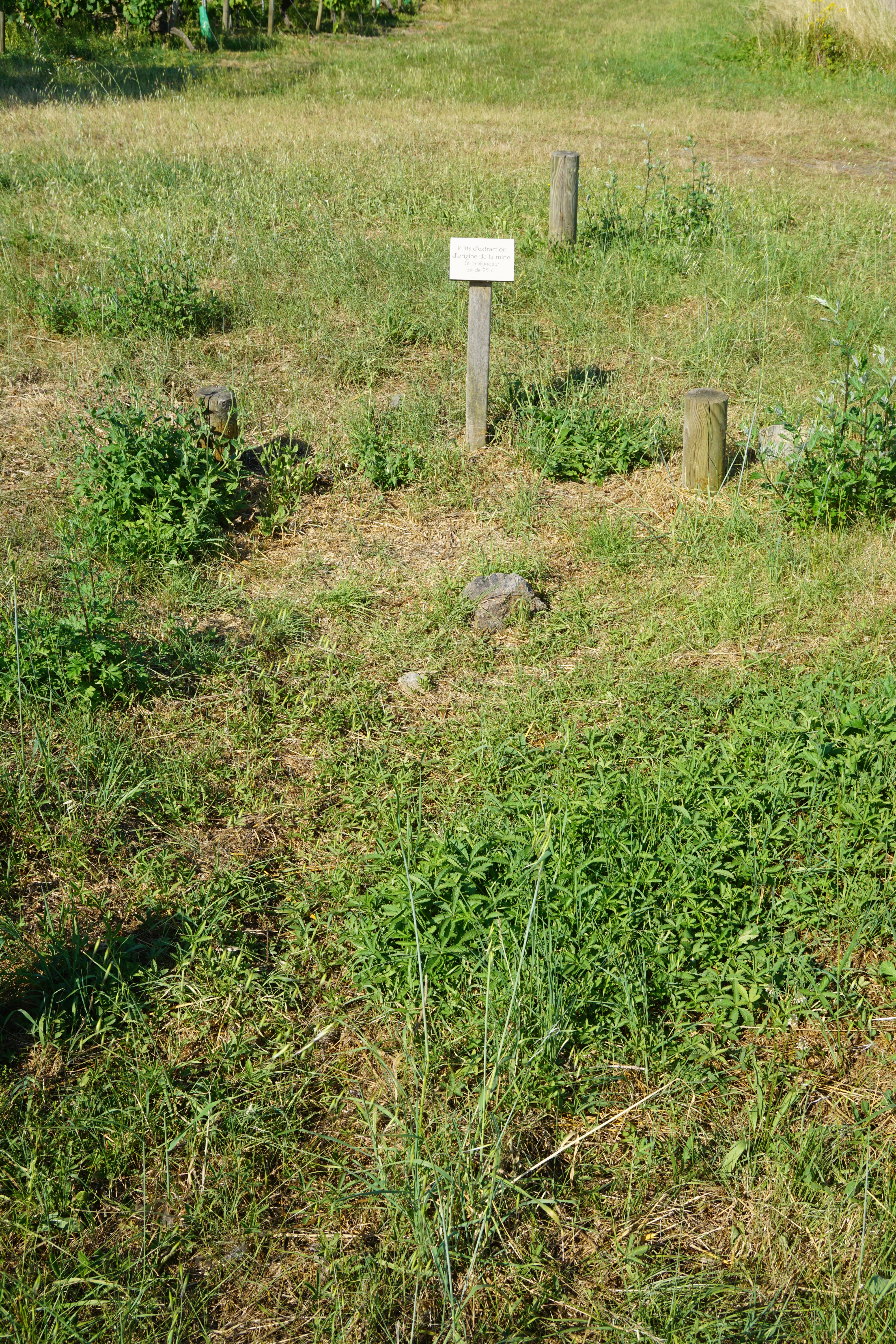
Le puits d'extraction.

## Mine des Malécotsno2

### Historique

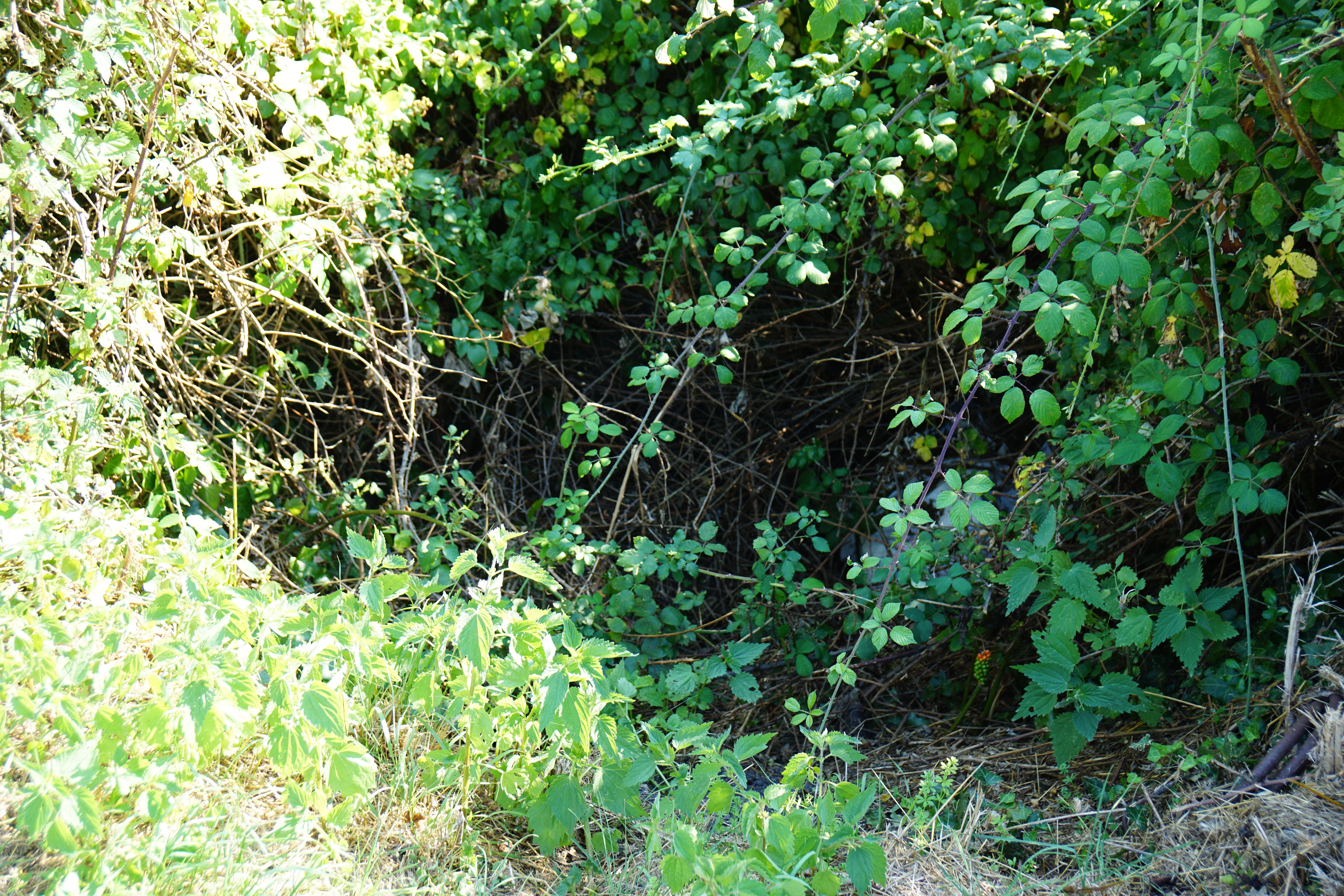
Le puits d'aérage.

Aux grandes récessions des deux guerres mondiales, correspondent des périodes de forte activité sur le petit site minier. Pendant la période 1915-1923, quelques tonnes de charbon sont extraites artisanalement. Sans véritable structure industrielle, l'exploitation cesse en laissant un tout nouveau puits très prometteur : le puits des Malécots no 2, situé une centaine de mètres plus au Nord que le premier puits.
En 1942 les Établissements Bessonneau d'Angers décident de rouvrir le puits pour leurs propres besoins en combustibles. Au départ sous contrôle allemand, puis sous forme de Permis d'Exploitation (PEX), les 40 mineurs et la vingtaine d'ouvriers en surface extraient plus de 50 000 tonnes de charbon. Un puits d'aération de 45 mètres est construit en 1954 à quelques mètres du puits d'extraction pour réaliser un circuit de ventilation au fond. Le puits principal de 85 mètres de profondeur, et le plan incliné qui lui fait suite, permettent de descendre jusqu'à 200 mètres de profondeur.
La mine ferme en 1964 pour des raisons économiques. ; le fioul est devenu moins cher.

### Restauration et Mise en Valeur
Initié dès 2001, la mise en valeur du site minier du XXe siècle est définitivement terminée en 2008 après trois ans d'études et de travaux. L'inauguration eut lieu le 21 décembre 2008.
Ce sont les Ateliers Perrault Frères, charpentiers spécialisés dans les monuments historiques, qui ont reconstruit le chevalement en bois qui trônait autrefois au-dessus du puits. La réalisation, d'une hauteur de 13 mètres, est très proche de l'ouvrage d'origine, avec quelques modifications esthétiques en partie liées à la sécurité. Une table d'orientation est intégrée à la structure, à l'étage où le charbon était autrefois déversé.

Le chevalement.
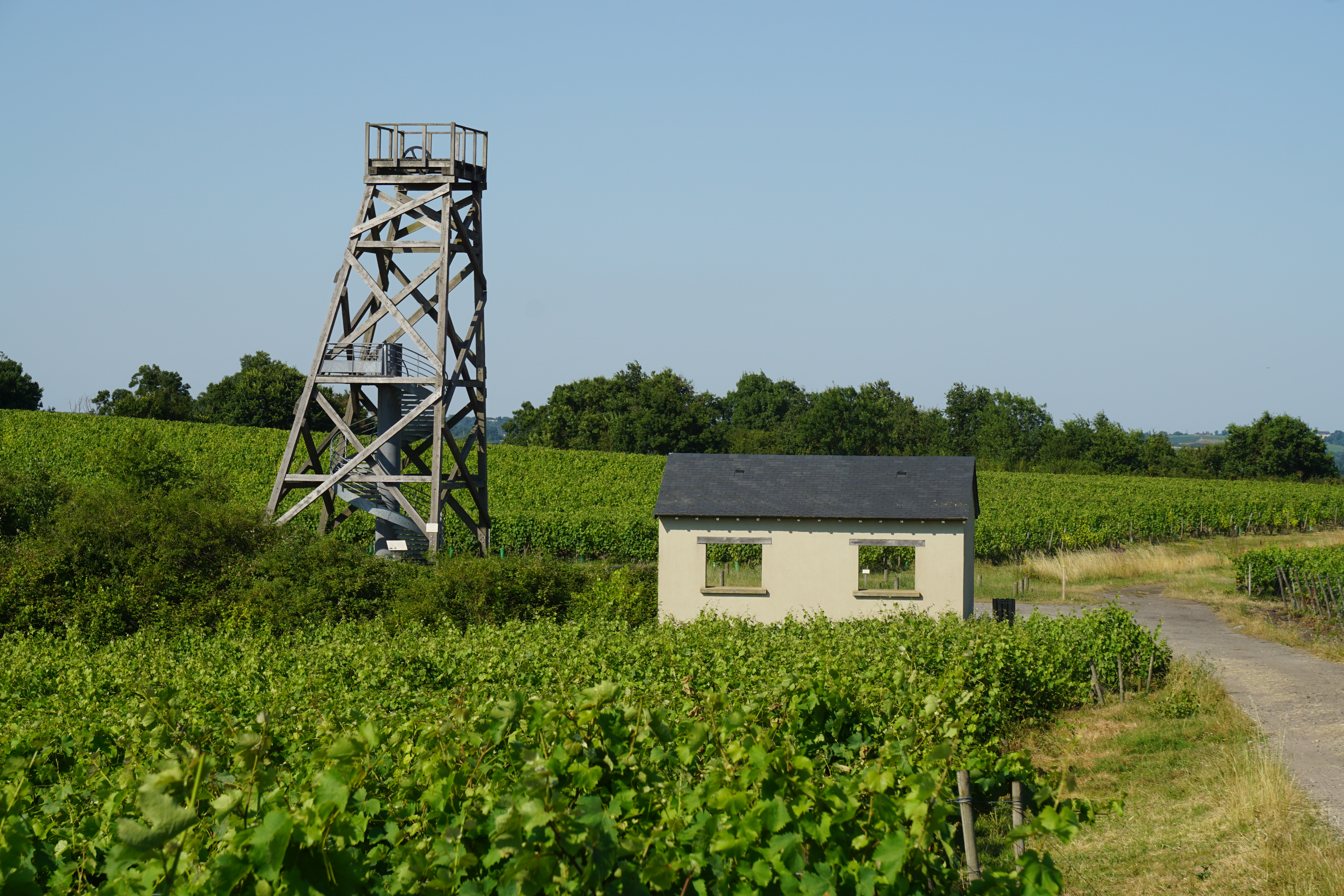
Vue éloignée.
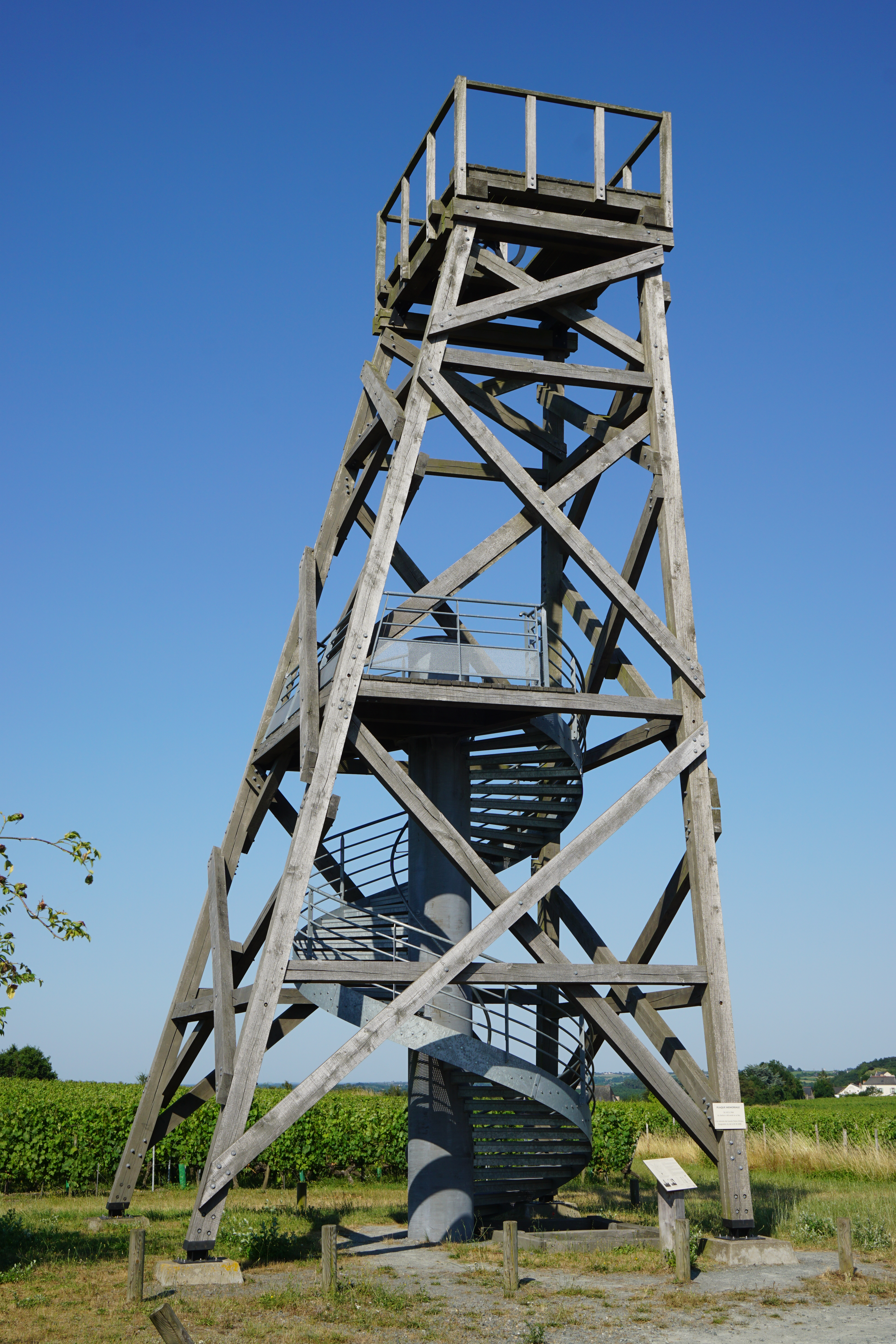
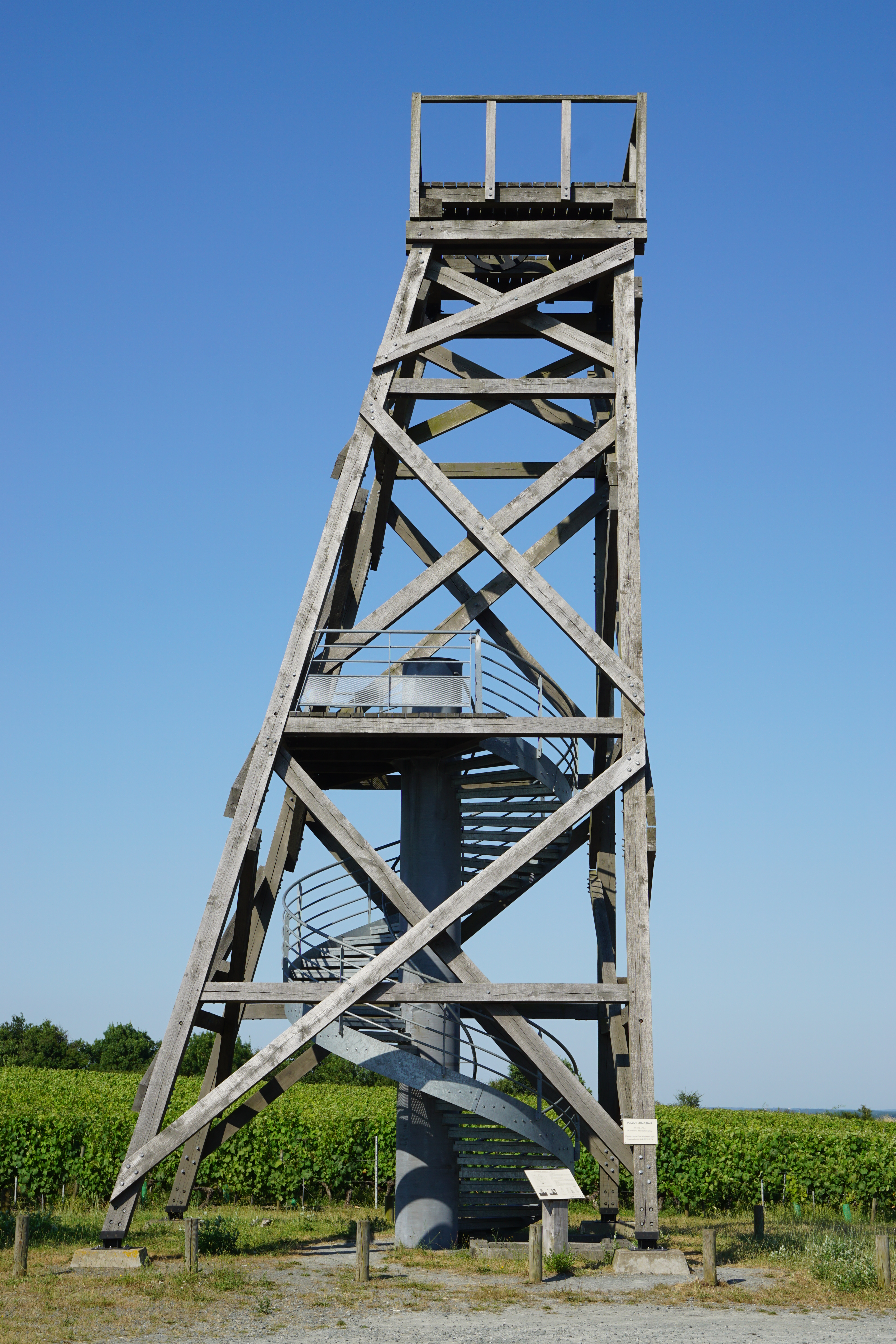
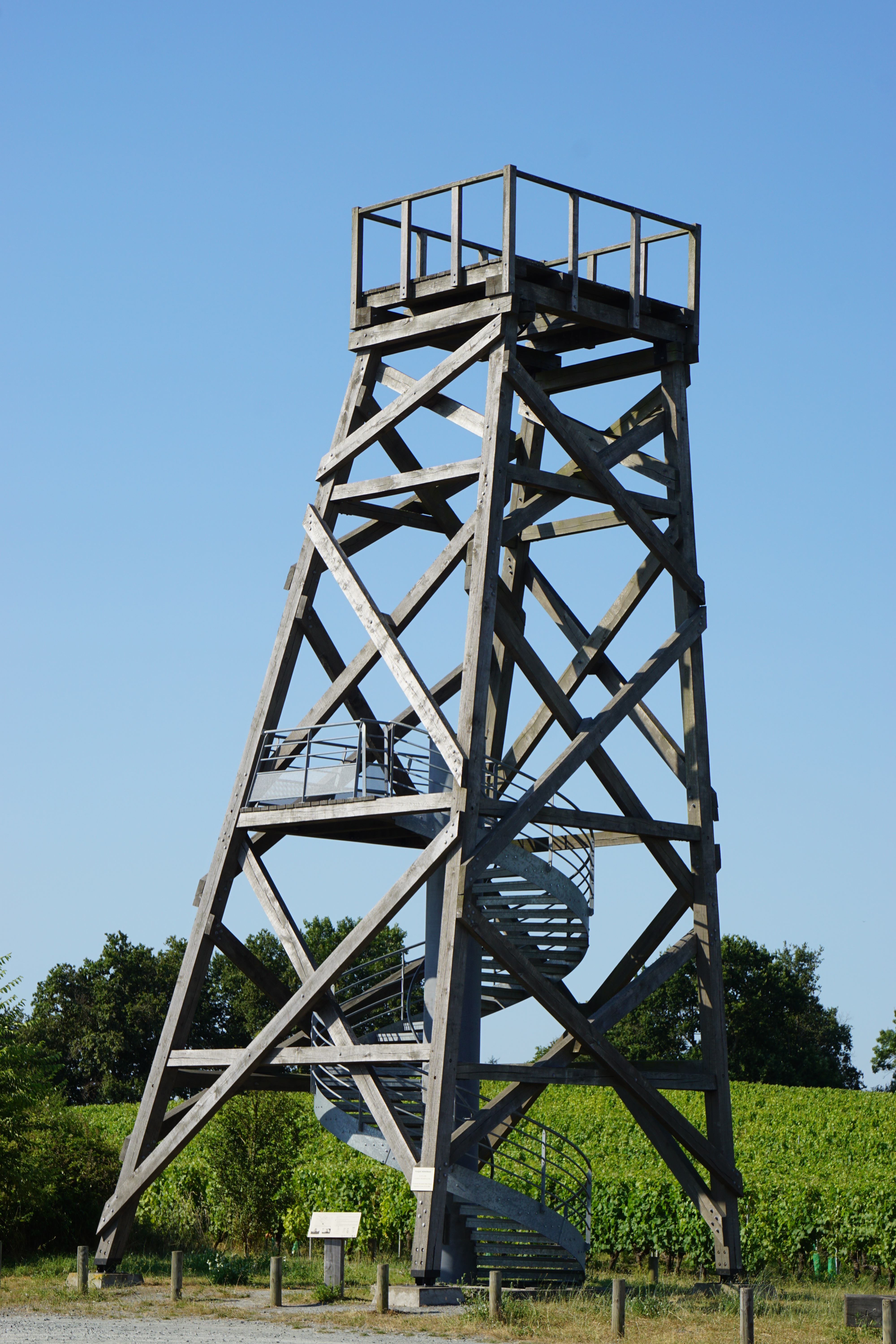
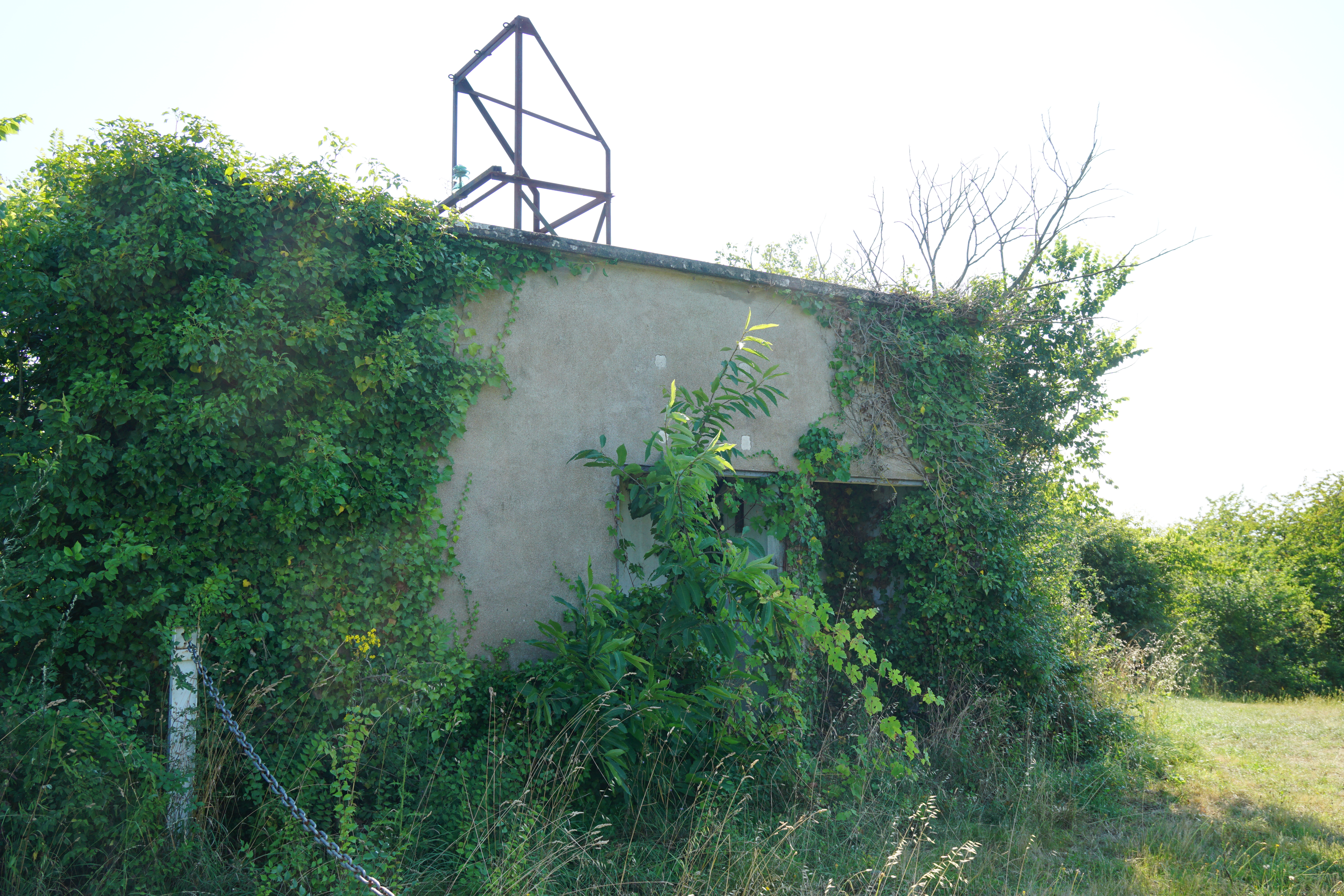
Bâtiment de la machine d'extraction.

Les emplacements des deux puits - extraction et ventilation - ont été matérialisés, et des cheminements guidés invitent les visiteurs à parcourir la mine. Le terril, où étaient versées les roches extraites qui n'étaient pas du charbon, est intact bien que légèrement errodé par le temps. Afin de le protéger de la dégradation, son accès est maintenant totalement interdit.

Le terril.
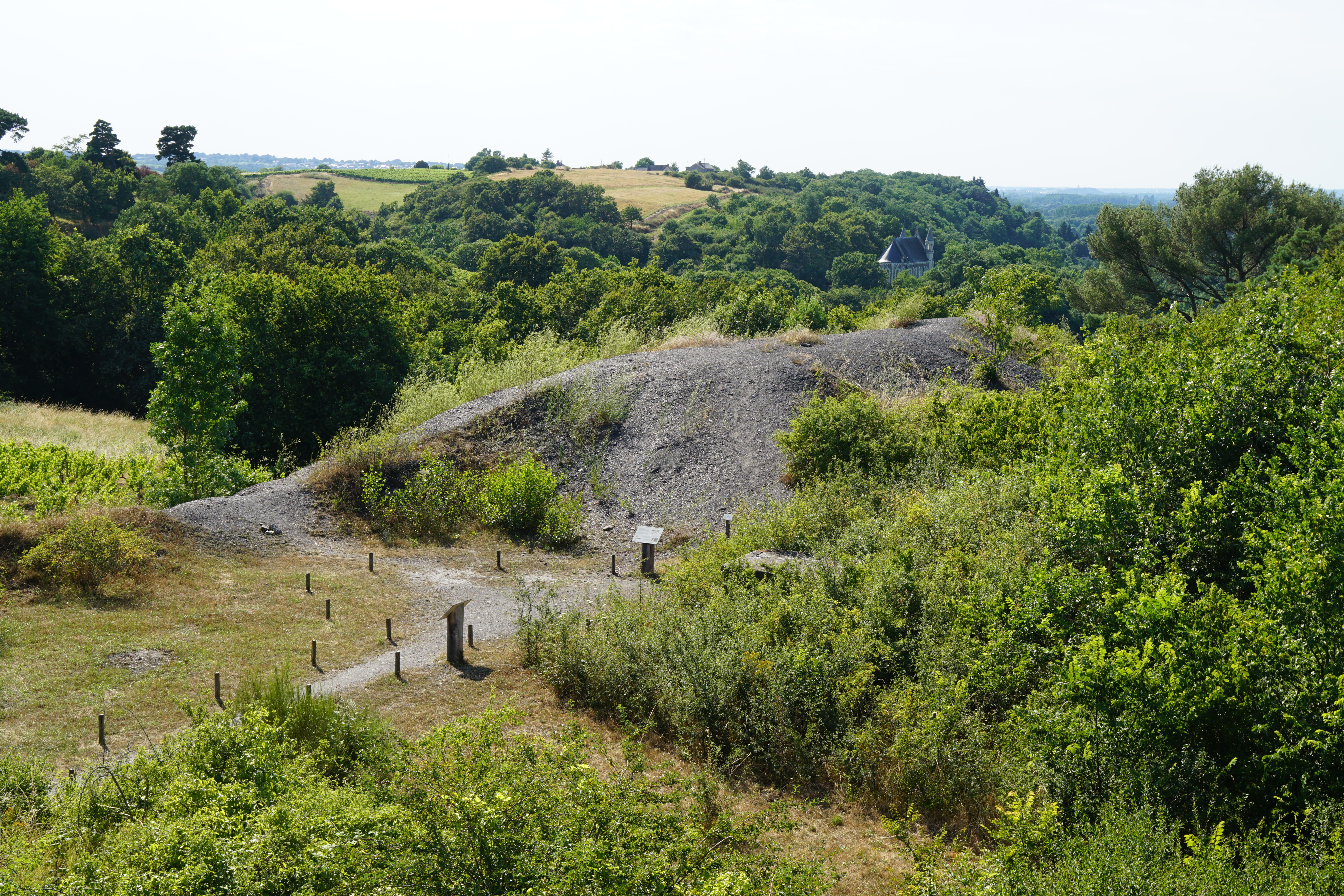
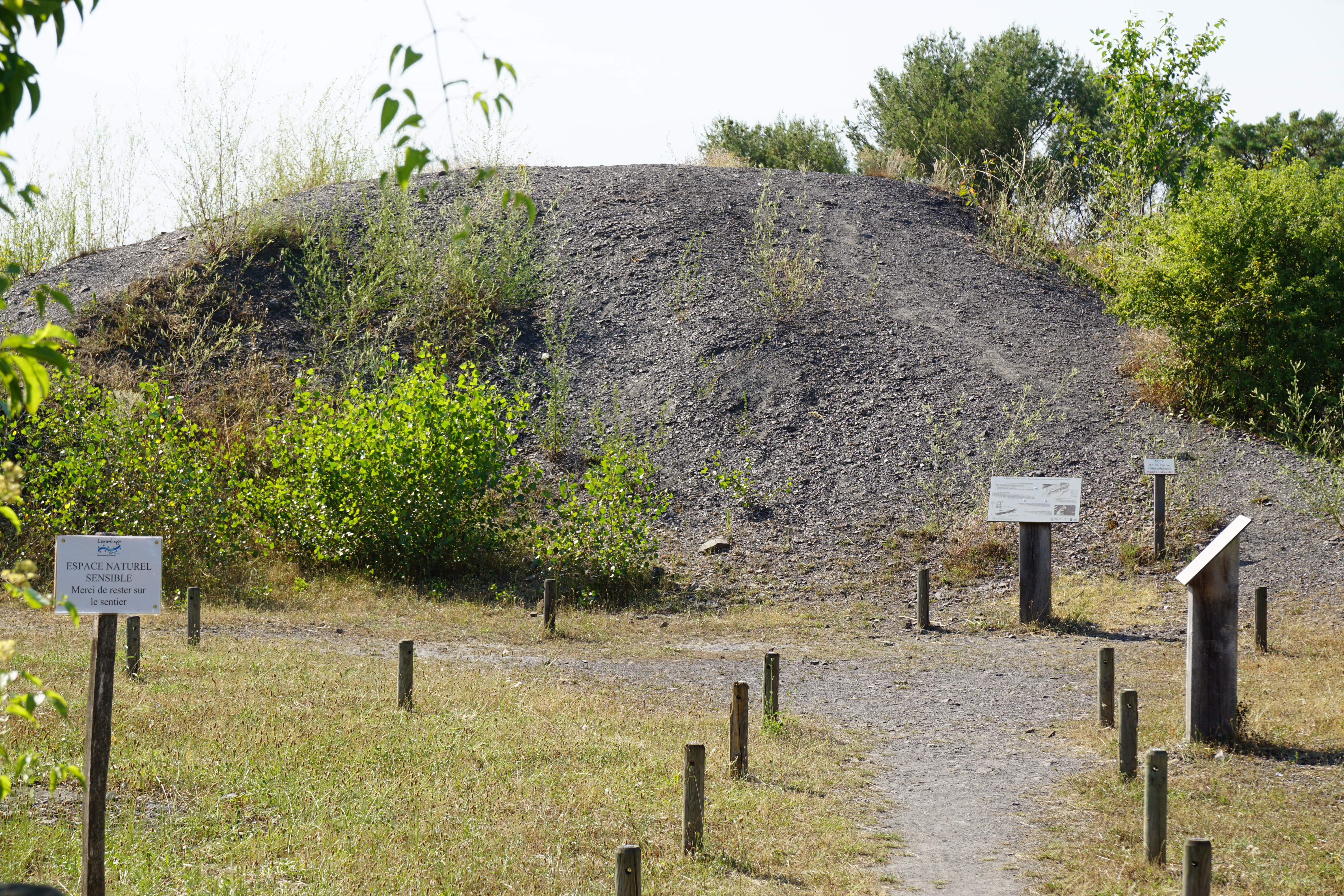
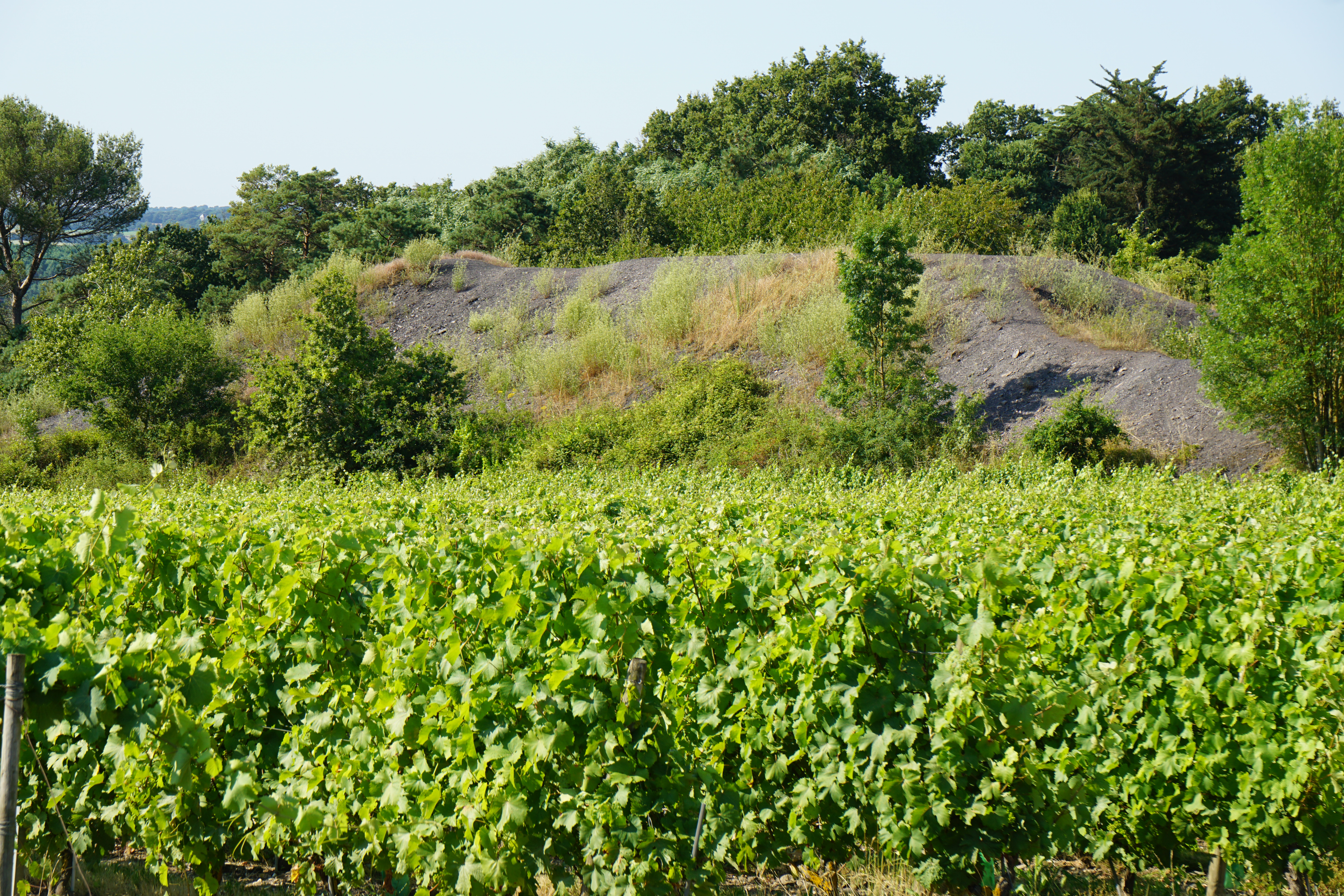

## Tranchée des Malécots
La tranchée des Malécots est une ancienne carrière de cinérite, appelée localement par les anciens mineurs Pierre Carrée, de par la forme en cube que prend cette roche lorsqu'elle se brise. Les recherches sont en cours afin de retrouver les dates où l'extraction était active.
Les flancs de la carrière sont propices à l'observation. Ils recèlent de nombreux objets géologiques qui témoignent de l'ancienne activité volcanique de la région (Namurien) : troncs d'arbres couchés et fossilisés, bombes volcaniques, séismites, lapillis, etc.
Ce site est dans le domaine privé et son accès est interdit au public.
Il a été proposé en 2011 pour faire partie de l'Inventaire National du Patrimoine Géologique Français,.

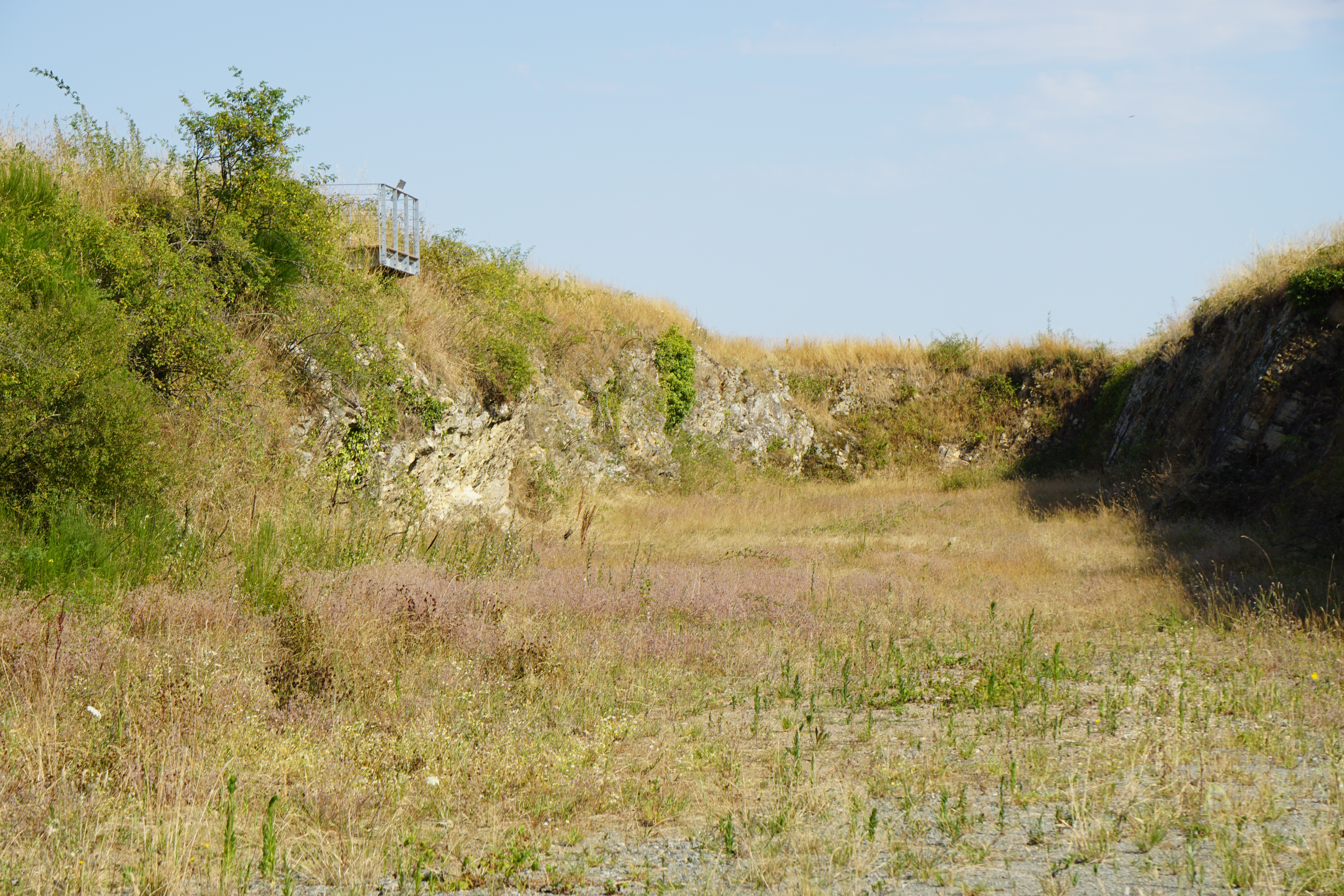
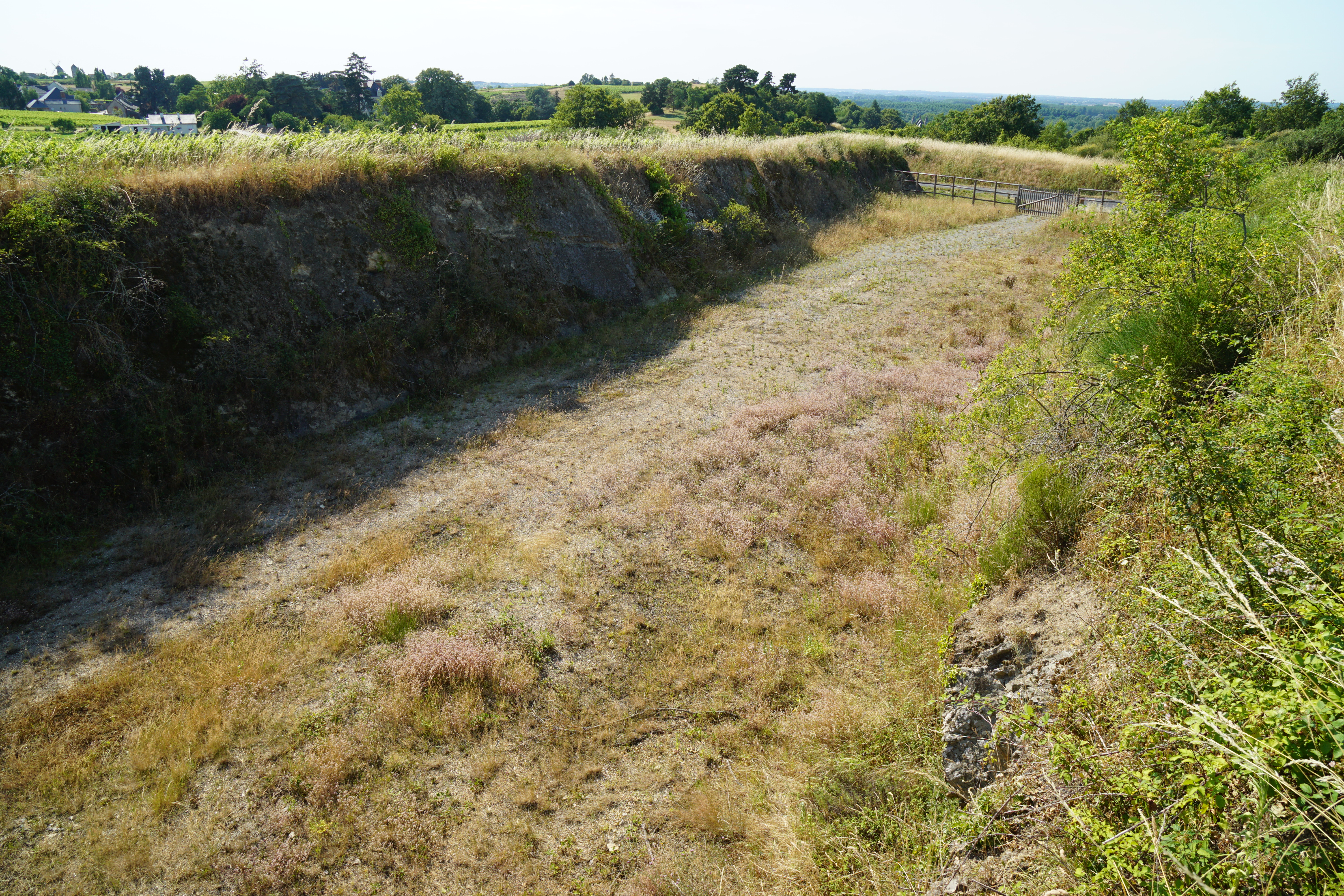
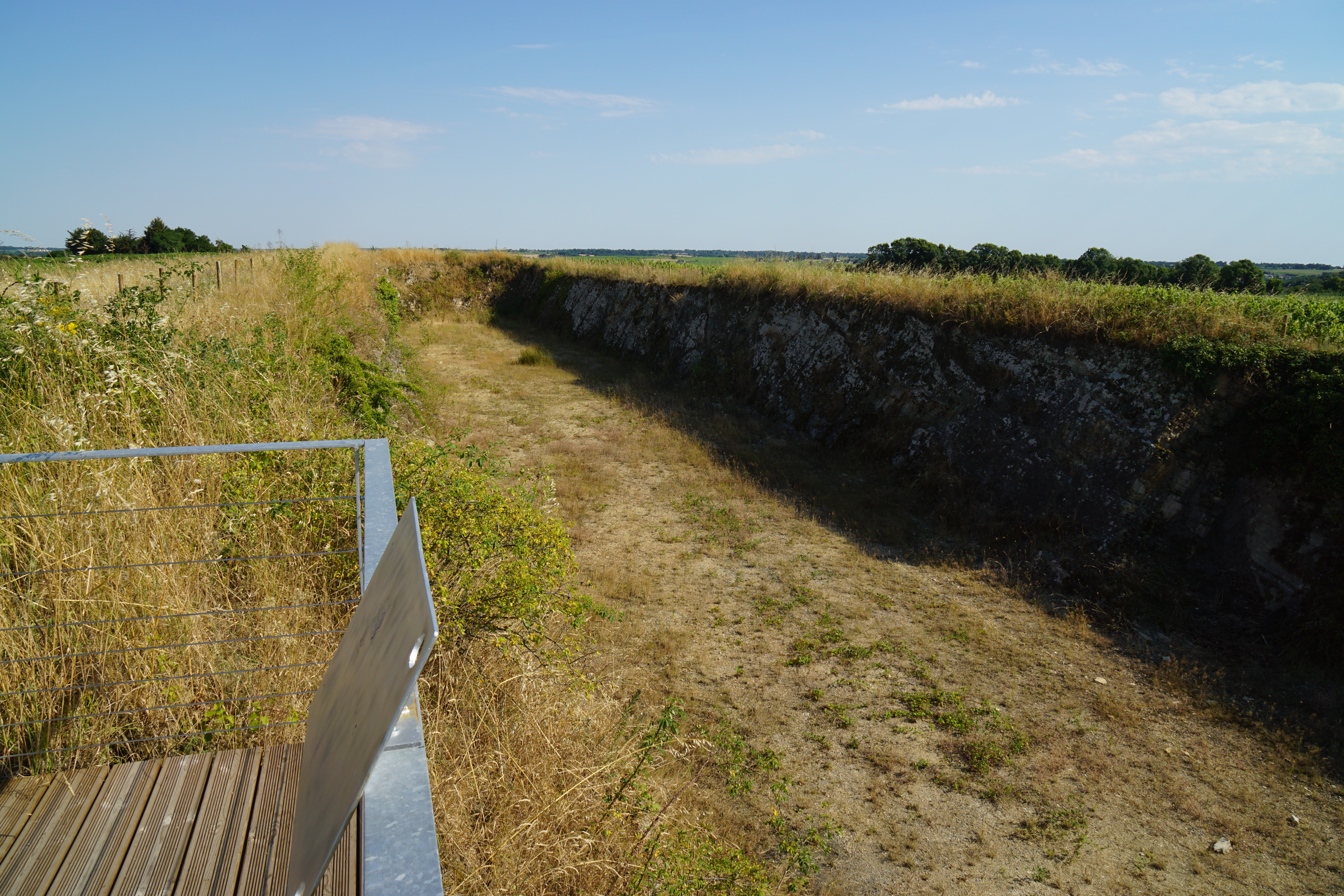